# Malvern (Worcestershire)

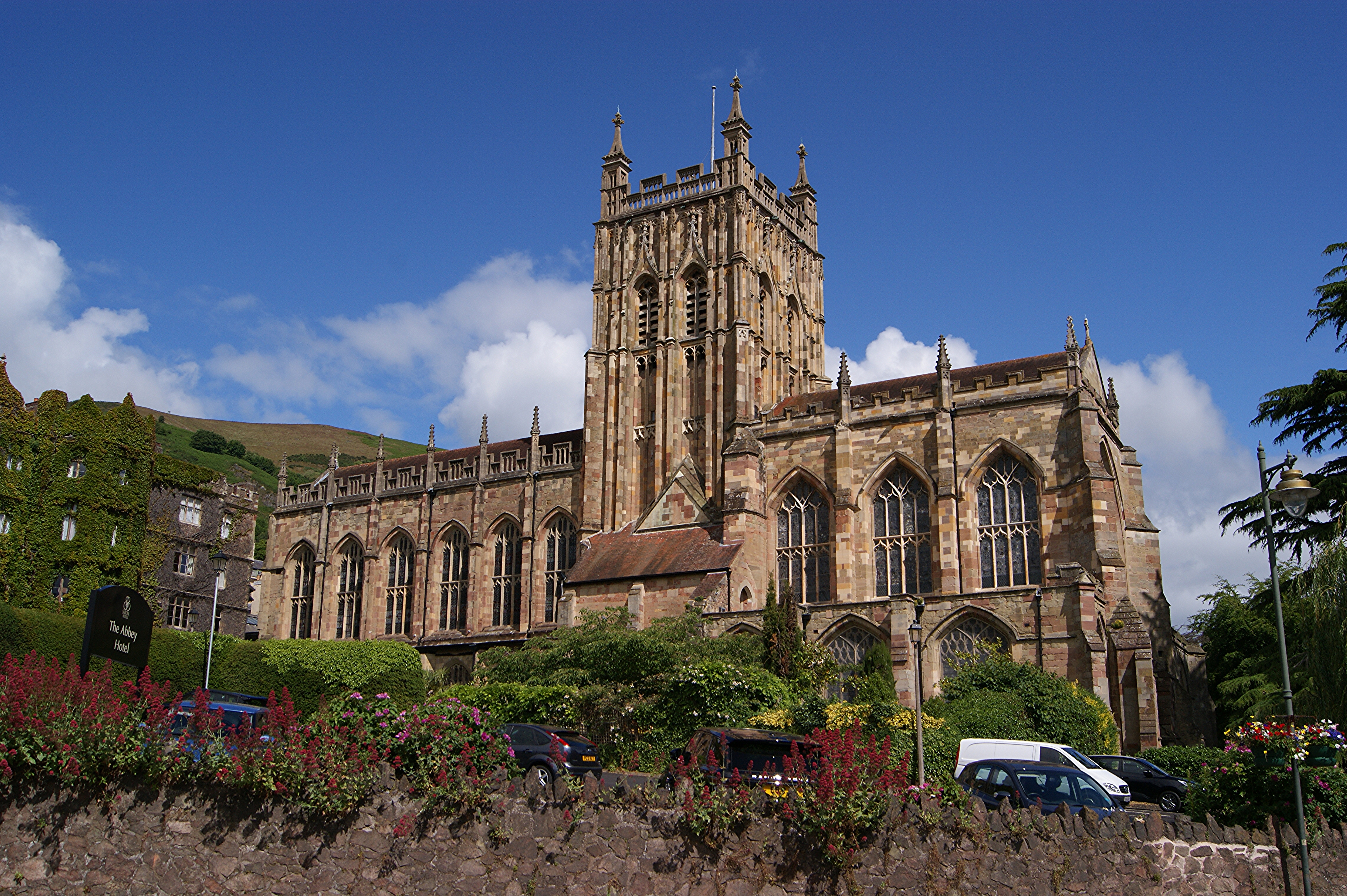
Great Malvern Priory

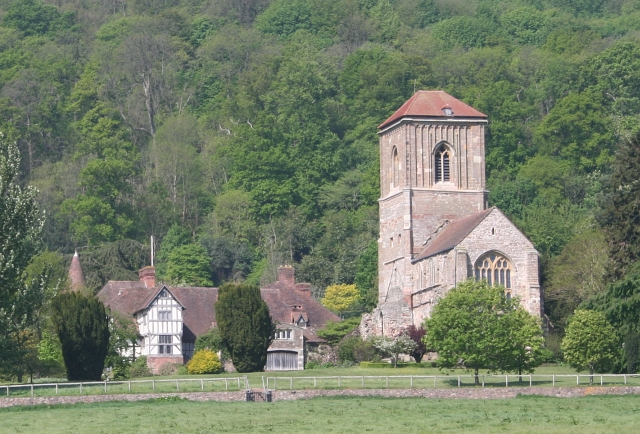
Little Malvern Priory

Malvern ist eine Stadt in der Grafschaft Worcestershire in England mit den Stadt- bzw. Gemeindeteilen
Great Malvern, Malvern Link, Malvern Wells, West Malvern und North Malvern. Die gesamte Stadtgemeinde hatte gemäß der Volkszählung des Jahres 2021 37.379 Einwohner.

## Lage
Die Stadt Malvern liegt in der Region Malvern Hills, gehört zum gleichnamigen Verwaltungsbezirk und grenzt direkt an den Naturpark Malvern Hills (Area of Outstanding Natural Beauty). Nächstgelegene Großstadt ist Birmingham (ca. 60 km nördlich), aber auch die südlich gelegenen Städte Tewkesbury, Gloucester, Cheltenham und Cirencester sind historisch interessant.

## Wirtschaft
Seit dem Jahr 1622 wird das Mineralwasser aus Malvern in Flaschen abgefüllt und war somit handelbar. Darüber hinaus wurde Malvern zu Beginn der Neuzeit zu einem bedeutenden Heilbad. Im frühen 19. Jahrhundert machte der Arzt James Manby Gully seine Wasserkur populär, ähnlich dem fast gleichzeitig wirkenden Pfarrer Kneipp in Bayern. Als Folge des Kurbetriebes wurden im heutigen Stadtteil Great Malvern mehrere Hotels gegründet.
Seit dem Jahr 1910 werden von der Morgan Motor Company im Stadtteil Malvern Link Automobile entwickelt und gebaut. Seit 1841 besteht nahe den Malvern Hills die Firma Nicholson Organs, ein Hersteller von Pfeifenorgeln. Malvern ist der Hauptsitz von Malvern Instruments Ltd., einem der weltweiten Marktführer auf dem Gebiet der Partikelgrößenmessung.

## Geschichte
Die mittelalterliche Dichtung Piers Plowman beginnt in Malvern. Etwa seit Mitte des 11. Jahrhunderts besteht im Ort ein Benediktinerstift, das Eduard der Bekenner ausstattete. Es wurde an der Stelle einer Einsiedler-Klause erbaut. Der zweite Abt des Stiftes, Walcher von Malvern aus Lothringen, war ein bedeutender Astronom und Mathematiker, was wegen der spezifischen 4. Ordensregel der Benediktiner (Stabilitas loci) vermutlich auch die Gründung einer kleinen Sternwarte beinhaltete. Walchers Grabstein im Innern der Kirche weist auf seine Tätigkeit als Wissenschaftler hin.
Während des Zweiten Weltkrieges, als die Bomber und V-2-Raketen des Dritten Reiches die Hauptstadt bedrohten, wurde die Regierung des Vereinigten Königreiches wiederholt aus London nach Malvern evakuiert. Zu dieser Zeit wurde die Stadt zum Sitz des Telecommunications Research Establishment (TRE). Dieses Institut konnte Entscheidendes zur Entwicklung der (damals militärisch äußerst bedeutsamen) Radartechnik beitragen, in der England zeitweilig sogar den deutschen Wissenschaftlern voraus war. Ein Militärhistoriker meint, der Zweite Weltkrieg sei weniger auf den Schlachtfeldern, als „auf den Feldern von Malvern“ gewonnen worden. (Siehe auch den Artikel Magnetron über die damals entwickelte Elektronenröhre.) Das TRE ist in Malvern unter dem Namen QinetiQ bis heute präsent und überdies ein bedeutender Arbeitgeber in der Stadt.

## Sehenswürdigkeiten
- Bedeutendste Sehenswürdigkeit der Stadt ist die ehemalige Prioratskirche der Great Malvern Priory.
- Im Süden der Gemeinde liegt die Little Malvern Priory.
- Teile einer Kirche aus dem Jahr 1470 dienen heute als Ortsmuseum.

## Persönlichkeiten
- Der Historiker und Dichter George Robert Ackworth Conquest (* 15. Juli 1917 in Malvern; † 3. August 2015 in Palo Alto, Kalifornien) schrieb maßgebliche Standardwerke über den Stalinismus.
- Der Komponist Edward Elgar (* 2. Juni 1857 in Broadheath bei Worcester; † 23. Februar 1934 in Worcester) lehrte in Great Malvern. Er wurde in der Kirche St. Wulstan’s in Little Malvern, beigesetzt.
- Der berühmte Violinist Nigel Kennedy (* 28. Dezember 1956 in Brighton) lebte eine Zeitlang in (West) Malvern.
- Die Opernsängerin Jenny Lind (* 6. Oktober 1820 in Stockholm als Johanna Maria Lind; † 2. November 1887 in Malvern) ist 1887 in Great Malvern gestorben und auf dem dortigen Friedhof begraben.[1][2]
- Die Sängerin Cher Lloyd (* 28. Juli 1993 in Malvern) wurde 2010 durch die britische Fernseh-Castingshow The X Factor bekannt.
- Die Politikerin Caroline Lucas (* 9. Dezember 1960 in Malvern) war von 2008 bis 2012 Vorsitzende der Green Party of England and Wales und ist seit Mai 2010 die einzige Abgeordnete ihrer Partei im britischen Unterhaus.
- Die Dramatikerin und Drehbuchautorin Alice Birch (* 1986 in Malvern) steuerte das Skript für das Filmdrama Lady Macbeth (2016) bei.
- Die Radrennfahrerin Evie Richards (* 1997 in Malvern) ist im Cyclocross und Mountainbikesport aktiv.

## Sonstiges
Bekannt ist die für die dicht besiedelten Midlands an sich kleine Stadt auch durch andere Fakten:
- In einem Forschungslabor in Great Malvern wurden die entscheidenden Schritte zur Entwicklung der Radartechnik gemacht, die England das Durchhalten gegen Hitlers Angriffe bis zum Kriegseintritt der USA ermöglichten.
- In den 1970er Jahren wurde hier der englische Fundamentalpunkt der damaligen westeuropäischen Satellitentriangulation WEST errichtet und in das Vermessungsnetz erster Ordnung präzise eingebunden. Von Malvern nach Osten verläuft auch eine höchstpräzise Trilaterations-Dreieckskette, die über Bayern bis nach Graz reicht und um 1980 mit einer damals erstaunlichen Genauigkeit von 0,5 mm pro Kilometer vermessen werden konnte.